# Marshallinseln
Die Republik Marshallinseln (marshallesisch Aolepān Aorōkin Ṃajeḷ) ist ein Inselstaat im mittleren Ozeanien. Er umfasst die gleichnamige Inselgruppe, die zu Mikronesien gehört. Mit knapp 43.000 Einwohnern auf einer Fläche von nur 181 Quadratkilometern gehören die Marshallinseln zu den kleinsten Staaten der Erde. Die Republik mit Majuro als Hauptstadt ist mit den Vereinigten Staaten durch ein Assoziierungsabkommen verbunden. Amtssprachen sind die marshallesische und die englische Sprache. Bis zur Unabhängigkeit 1986 (Assoziierungsabkommen mit den USA) waren die Inseln ein von den USA kontrolliertes UN-Treuhandgebiet. Die über 1000 Inseln ragen im Durchschnitt nur zwei Meter über den Meeresspiegel hinaus, weshalb sie sehr anfällig für den durch den Klimawandel bedingten Meeresanstieg sind. Zum Inselstaat gehören auch das Eniwetok-Atoll und das Bikini-Atoll, die für Kernwaffentests genutzt wurden.

## Landesname
Der ursprüngliche Name der Marshallinseln lautet jolet jen Anij, ‚Geschenke von Gott‘. Ihren europäischen Namen tragen sie nach Kapitän John Marshall, der sie 1788 als erster Engländer besuchte. Die Benennung erfolgte einige Jahre später durch den russischen Offizier Adam Johann von Krusenstern.

## Geografie

### Territorium
Die Marshallinseln liegen zwischen 4° und 15° nördlicher Breite sowie 160° und 173° östlicher Länge im westlichen Pazifik, etwa auf halbem Weg zwischen Hawaii und Australien. Sie gehören zum Inselgebiet Mikronesien. Benachbarte Staaten sind Nauru und Kiribati im Süden sowie die Föderierten Staaten von Mikronesien im Westen. Nördlich liegt das Wake-Atoll, ein umstrittenes Außengebiet der USA, auf das die Republik der Marshallinseln Anspruch erhebt.
Die Marshallinseln bestehen aus zwei fast parallel verlaufenden Inselketten bzw. Atollketten: der Ratak-Kette (Sonnenaufgangsinseln) mit 14 Atollen und zwei Inseln im Osten sowie der Ralik-Kette (Sonnenuntergangsinseln) mit 15 Atollen und drei Inseln im Westen. Zusammen sind dies 29 Atolle, rund 1225 größere und kleinere Inseln sowie 870 Riffe mit einer Landfläche von insgesamt 181,48 km². Die ausschließliche Wirtschaftszone des Landes umfasst eine Seefläche von 1.990.530 km².
In der Ralik-Kette liegt das größte Atoll, Kwajalein, mit einer Landfläche von 16,39 km², die eine Lagune von 2174 km² Größe umschließt. Damit ist es das weltgrößte Korallenatoll mit der größten umschlossenen Lagune. Das Atoll umfasst insgesamt 97 Inseln. Von ihnen ist die gleichnamige Insel Kwajalein die südlichste und mit einer Fläche von 3,1 km² die größte. Ihr benachbart liegt Ebeye, die mit 9614 Einwohnern auf 31 Hektar am dichtesten besiedelte Insel der Marshallinseln (Stand 2011).
Die Eckpunkte der Marshall-Inseln sind:
- Nördlichster Punkt: Bokak-Atoll (Taongi), Ratak-Kette
- Östlichster Punkt: Knox-Atoll, Ratak-Kette
- Südlichster Punkt: Ebon-Atoll, Ralik-Kette
- Westlichster Punkt: Ujelang-Atoll, Ralik-Kette

### Geologie und Geomorphologie
Die Entstehung der Marshallinseln folgte dem üblichen Muster der westpazifischen Kleininseln: Ausbruch untermeerischer Vulkane (hier vor 70–80 Millionen Jahre im Mesozoikum), Wachstum von Tiefseebergen, Abklingen der vulkanischen Aktivität und Wachstum von Korallen in den flachen Küstenwassern der inaktiven Vulkane, während diese vulkanischen Kerne erodieren, der Meeresspiegel anstieg und damit auch die Korallen, die allmählich Riffe ausbildeten.
Aufgrund der langfristigen Entwicklung der Koralle besteht die Oberfläche der Atolle im Wesentlichen aus von Korallen stammendem kalkigen Sand oder Kieseln, häufig in tieferen Schichten zu Kalkgestein verfestigt, gelegentlich ragt ein Kalkfels hervor.
Die 29 Atolle bestehen aus durch Korallen geschaffenen Inselringen bzw. durchgehenden Landgürteln um eine Lagune herum (die dort entstand, wo die Vulkanspitze erodierte), manchmal durchbrochen von größeren Lücken, die die Atolle mit dem Ozean verbinden. Es gibt 5 Inseln (ohne Binnenlagune).
Die Landfläche ragt im Mittel zwei Meter und selten mehr als drei Meter über den Meeresspiegel hinaus. Die höchsten Erhebungen liegen auf dem Likiep-Atoll mit 10 Metern und auf der Insel Airik im Maloelap-Atoll mit 14 Metern über dem Meeresspiegel.
Die Böden der Marshallinseln gehören zu den nährstoffärmsten der Welt. Zu ihnen gehören Sand, Kies, lehmiger Sand, saurer Torfboden, Sumpf oder hydromorphe organische Böden, „taro mucks“ und künstliche Böden.
Die hydrogeographische Analyse zeigt, dass die Marshallinseln keine bedeutenden Oberflächen-Wasserquellen haben, da die durchlässigen kalkigen Böden den Niederschlag schnell versickern lassen. Auf manchen Inseln gibt es kleine linsenförmige Grundwasserreservoirs, die völlig vom Regenfall abhängig sind, oberhalb von dichteren Salzwasserschichten liegen und unterirdisch ins Meer entwässern. Sie können für menschliche Nutzung angebohrt werden.

### Klima

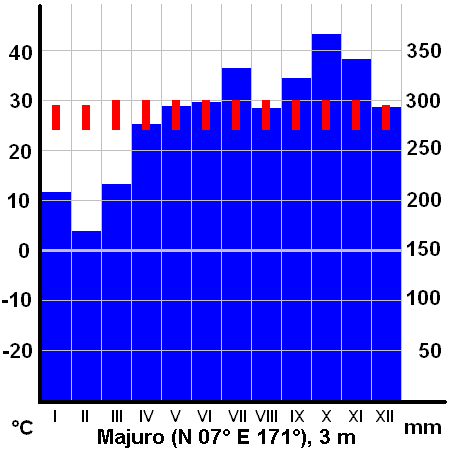
Durchschnittliche monatliche Temperatur (rot) und Niederschlag (blau) in Majuro

Das Klima ist feucht und warm bis heiß mit einer Regenzeit von Mai bis November, wobei die beständigen Winde Erleichterung verschaffen. Viele pazifische Taifune beginnen als Tropenstürme im Gebiet der Marshallinseln und werden auf dem Weg nach Westen in Richtung Marianen und Philippinen stärker.
Der Niederschlag ist räumlich sehr ungleich verteilt: die südlichen Atolle erhalten jährlich 2500 mm, die nördlichen nur bis zu 1250 mm.
Der Niederschlag ist trotz des Vorhandenseins von Regenzeiten und Trockenzeiten aufgrund der Innertropischen Konvergenzzone über das ganze Jahr gewährleistet, wobei Monsune verstärkten Niederschlag mit sich bringen. Jedoch schwankt der Niederschlag aufgrund des ENSO-Phänomens von Jahr zu Jahr. Bei diesem natürlichen Wetterphänomen des Pazifischen Ozeans wechseln sich zwei extreme Phasen ab: El Niño und La Niña, dazwischen eine neutrale Phase. El Niño bringt wärmere Regenzeiten und wärmere, trockenere Trockenzeiten mit sich.
Extreme Wetterereignisse der Marshallinseln sind vor allem Taifune, Dürren und Sturmwellen. In El-Niño-Jahren ist die Wasseroberfläche wärmer und sind deshalb Taifune stärker. Dürren treten normalerweise vier bis sechs Monate nach einem El-Niño-Jahr auf, Trockenzeiten können dann früher beginnen und später enden; der jährliche Niederschlag kann dabei um bis zu 80 % reduziert werden.

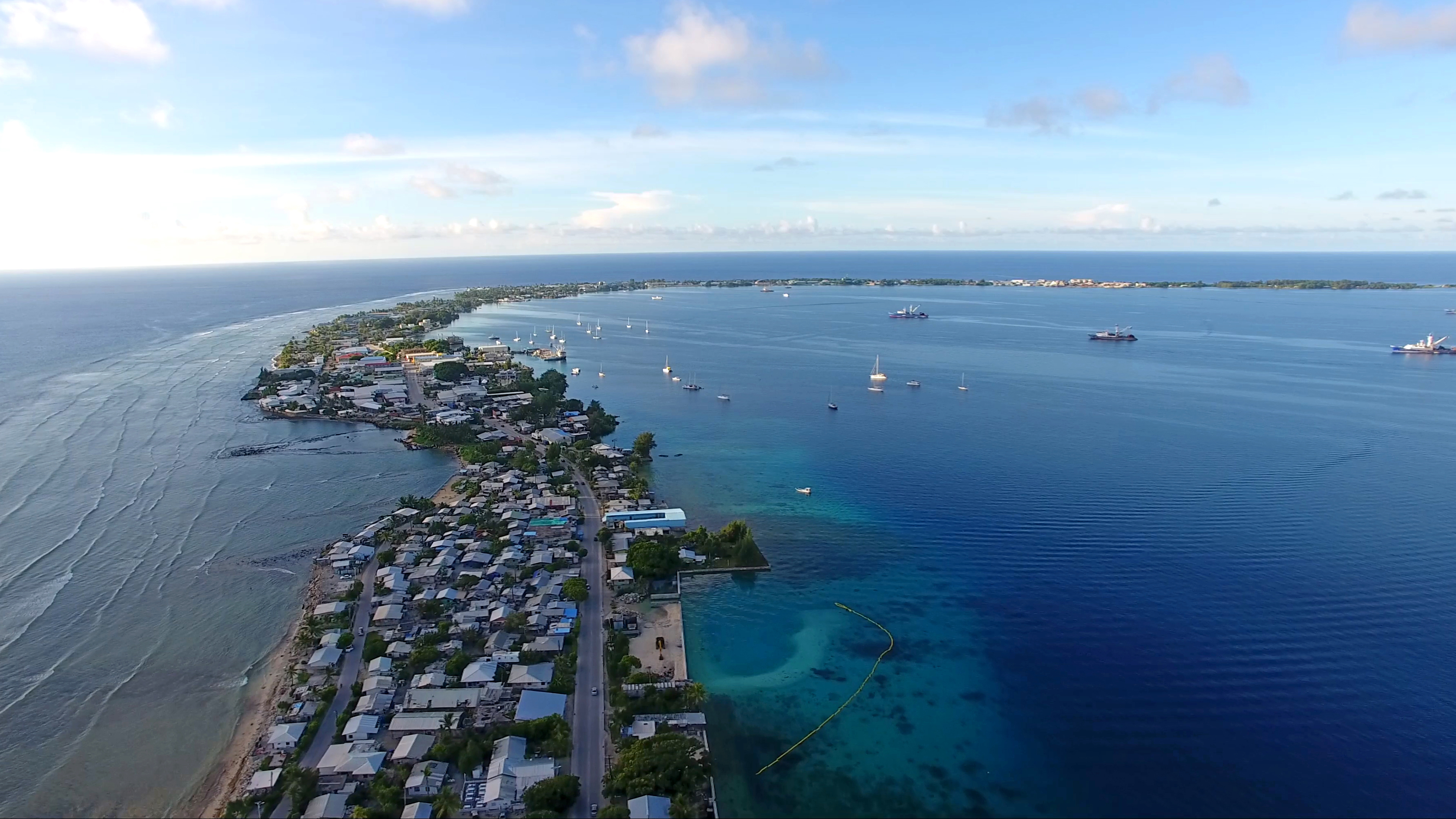
Folgen der globalen Erwärmung: Anstieg des Meeresspiegels auf den Marshallinseln (Luftaufnahme aus dem Dokumentarfilm One Word von 2020)

Die Marshallinseln gehören neben anderen Inselstaaten wie Fidschi, Tuvalu, Kiribati und den Malediven zu den Regionen der Welt, die mit der Zunahme von Extremwetterereignissen und dem weltweiten Anstieg der Meeresspiegel zum Teil bereits mehr oder weniger stark vom globalen Klimawandel betroffen sind. Ein Hauptproblem ist die aufgrund mangelhafter Infrastruktur, durch Salzwasserintrusion und versalzende Brunnen zusätzlich kriselnde Trinkwasserversorgung.
Als Folge des Klimawandels wurden im Zeitraum von 1950 bis 2010 eine Erhöhung der Temperatur, eine Abnahme der jährlichen Niederschläge, ein Ansteigen des Meeresspiegels und eine Versauerung des Meereswassers beobachtet. Seit 1993 stieg der Meeresspiegel um jährlich sieben Millimeter, das Doppelte des globalen Durchschnitts. Die langfristigen Prognosen globaler Klimamodelle (für den Zeitraum bis zum Ende des 21. Jahrhunderts) sagen (wenn auch nicht einheitlich) für die Marshallinseln eine allgemeine Temperatursteigerung und eine Zunahme besonders heißer Tage voraus, ebenso eine tendenzielle Abnahme der Dürrezeiten, eine Zunahme besonders regenintensiver Tage und eine Abnahme der Häufigkeit von Taifunen.

### Flora
Über 700 Pflanzenarten wurden auf den Marshallinseln beschrieben, etwa die Hälfte davon sind einheimisch. Von diesen einheimischen Pflanzen wachsen etwa 80 auf dem Land, der Rest sind Algen und Seegräser. Die meisten der einheimischen Pflanzen kommen im gesamten tropischen Pazifikraum vor. Über die Hälfte der einheimischen Pflanzen tragen marshallesische Namen, nur ein kleiner Prozentsatz hat einen englischen Namen.
Es werden folgende Zonen der Vegetation (Pflanzengesellschaften) der Marshallinseln unterschieden:
- Wūjooj-in-lojet: Aquatische Salzwasser-Vegetation, Seegras-Gesellschaften
- Mar-in-ioon-kappe: Küstenvegetation auf sandigen und felsigen Küsten
- Pat: Mangroven- oder Feuchtgebiets-Vegetation entlang der Küstenlinien oder in Inland-Niederungen mit salzigem oder brackigem Wasser
- Buļōn-mar: Wald im Atoll oder Inselinneren, Gruppen einheimischer Bäume, Büsche und Kräuter in wilden oder aufgegebenen Gebieten
- Kein-ikkan: Kulturpflanzen-Vegetation, einschl. Agroforst mit Kulturbäumen und anderen vergesellschafteten Kulturpflanzen; sowie natürlichen oder ausgehobenen Niederungen, in denen bestimmte Wurzelgemüse und damit vergesellschaftete Gräser wachsen

### Fauna
Über 5000 Tierarten aus 19 verschiedenen Stämmen wurden auf den Marshallinseln beschrieben.
Ein bedeutsamer Stamm sind die Arthropoden (Gliederfüßer) mit 600 Spezies, davon sind die meisten Landtiere. In den terrestrischen Ökosystemen spielen Insekten, Landkrabben, Spinnen, Tausendfüßer und Skorpione eine wichtige Rolle. Im Meer kommt mit den Meerwasserläufern die weltweit einzige ausschließlich maritime Insekten-Familie vor.
Die 19 Eidechsenarten sind fast alle einheimisch, mit Ausnahme des weit verbreiteten Pazifikwarans („tokake“, Varanus indicus), der auch schon im Meer beobachtet wurde.
Alle 9 Land-Säugetierarten wurden importiert. Verbreitet ist die Pazifische Ratte (Rattus exulans).
Vögel sind mit 106 Spezies die zweitgrößte Gruppe von Landtieren, davon sind 19 einheimisch, 6 importiert und 78 wandernde Vögel, die hier nur kurz Rast machen.
Das Meeresleben zeigt eine große Vielfalt.
Küstennah finden sich über 800 Fischarten. In den tiefer gelegenen Gebieten dürften mindestens 120 Fischarten leben, dieses Gebiet ist jedoch schwer zu erforschen. Im offenen Ozean sind bislang 67 Fischarten beschrieben worden.

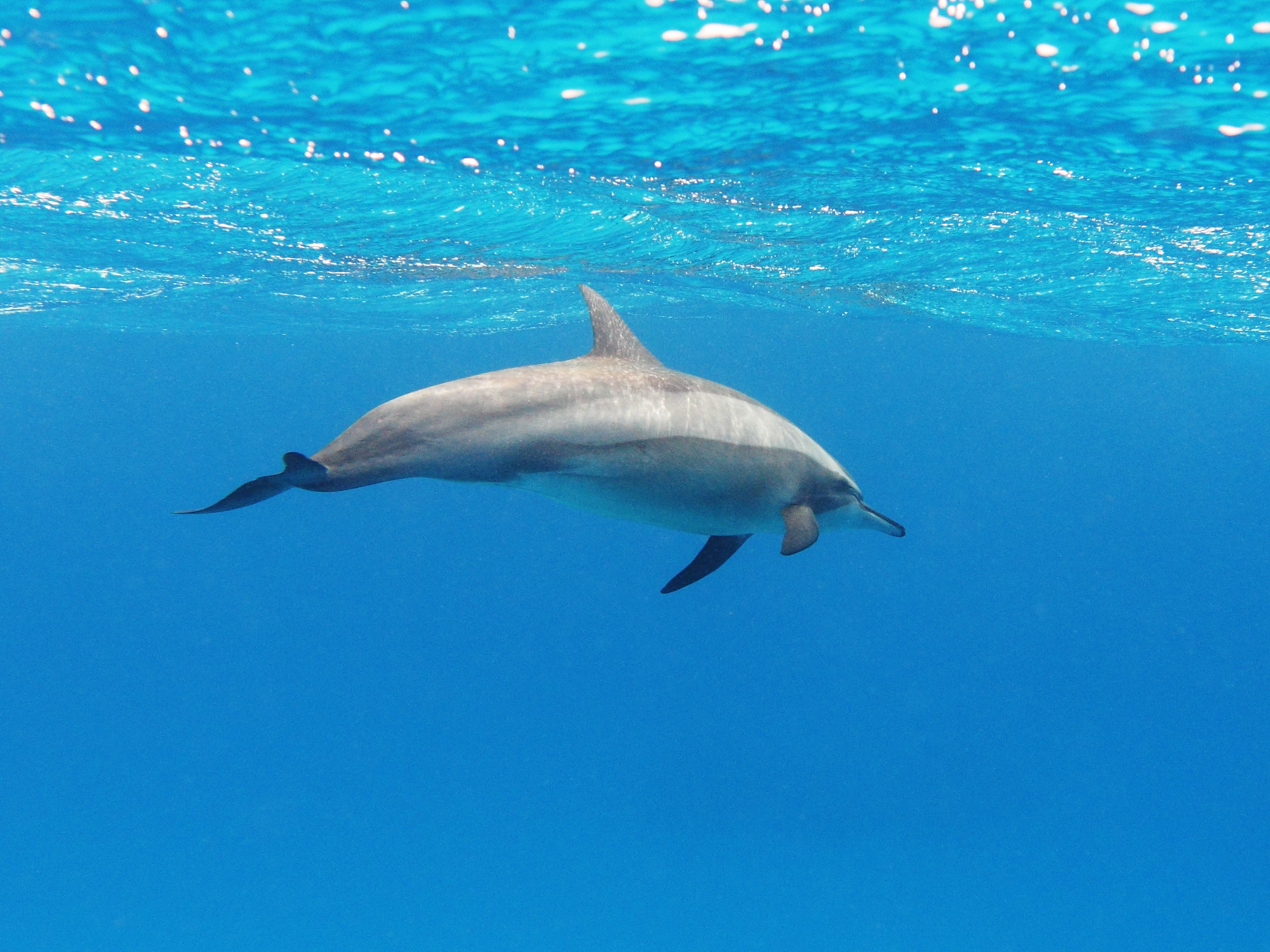
Ostpazifischer Delfin

In den Korallenriffen leben über 250 Korallenspezies und etwa 100 Spezies des Stamms der Nesseltiere.
Der größte Stamm der Marshallinseln sind die Mollusken mit über 1650 Spezies aus allen fünf großen Klassen.
Weitere Tierstämme sind die Igelwürmer (Echiura) und Bärtierchen (Tardigrada). Der Unterstamm Kiemenlochtiere hat weltweit nur 85 Spezies, davon leben mindestens zwei in den Marshallinseln. Eines davon, „jaibo“ (Pfeilwurm) ist in vielen Atollen ein beliebtes Nahrungsmittel.
Zu den beschriebenen Meeressäugetieren gehören Buckelwal, Japanischer Schnabelwal, Blainville-Schnabelwal, Blauwal, Seiwal, Finnwal, Pottwal, Ostpazifischer Delfin, Borneodelfin, Langschnäuziger Gemeiner Delfin und Zwerggrindwal.

### Umweltbelastung durch Atombombentests
Die Marshallinseln wurden weltweit bekannt durch zahlreiche Atombombentests der USA, die von 1946 bis 1958 auf dem Bikini-Atoll und auf Eniwetok durchgeführt wurden. 1966 wurden die Inseln von den Amerikanern als vermeintlich wieder bewohnbar freigegeben. Mitte der 1970er Jahre mussten sie jedoch erneut evakuiert werden, da die Strahlenbelastung zu hoch war. Neben einer ausstehenden Traumabewältigung weist die Bevölkerung der Marshallinseln bis heute signifikant erhöhte Krebsraten auf. Außerdem zeigt sie das gesamte Spektrum an Reproduktionsstörungen (Fehl- und Totgeburten, viele Kinder kommen mit Missbildungen zur Welt). Insbesondere die Bewohner von Eniwetok streiten um Entschädigungen. 2021 wurden die Inseln in die UN-Liste der 50 schlimmsten Opferzonen aufgenommen.

## Bevölkerung

### Demografie

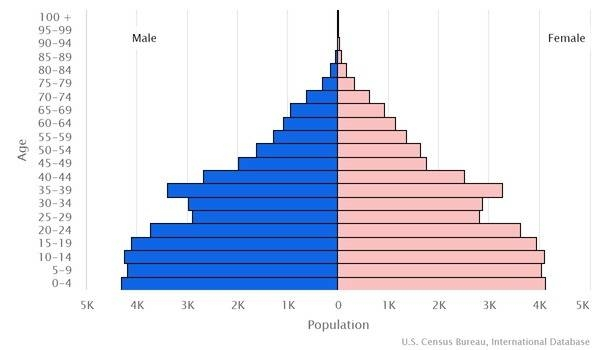
Bevölkerungspyramide Marshallinseln 2022

Laut dem Zensus von 2021 leben auf den Marshallinseln 42.418 Einwohner, nachdem die Bevölkerungszahl im Jahr 2011 noch bei 53.158 Bewohnern gelegen hat.
Nach einer Phase der Stagnation in der ersten Hälfte des 20. Jahrhunderts setzte ab den 1950er-Jahren ein starker Bevölkerungszuwachs mit Wachstumsraten um die vier Prozent ein, als dessen Folge sich die Einwohnerzahl bis zur Jahrtausendwende ungefähr vervierfachte. Die bereits ab 1988 beobachtete deutliche Abnahme der Wachstumsraten setzte sich zum Beginn des 21. Jahrhunderts mit einem Rückgang auf ein durchschnittliches jährliches Wachstum von 0,4 Prozent fort. Seit 2011 schrumpft die Bevölkerung, vor allem wegen einer starken Abwanderung in die Vereinigten Staaten, kräftig mit einer jährlichen Rate von durchschnittlich rund 2 Prozent, sodass von 2011 bis 2021 ein Rückgang der Bevölkerung um annähernd 20 Prozent zu verzeichnen war.
| Jahr                                     | Einwohnerzahl | Jahr | Einwohnerzahl |
| ---------------------------------------- | ------------- | ---- | ------------- |
| 1920                                     | 09.800        | 1973 | 24.135        |
| 1925                                     | 09.644        | 1980 | 30.873        |
| 1930                                     | 10.412        | 1988 | 43.380        |
| 1935                                     | 10.446        | 1999 | 50.840        |
| 1958                                     | 13.928        | 2011 | 53.158        |
| 1967                                     | 18.925        | 2021 | 42.418        |
| Quellen: Marshall Islands Census Reports |               |      |               |

Die Fertilitätsrate beträgt 2,76 Kinder pro Frau. Auf 1000 Einwohner kommen pro Jahr 22 Geburten und 4,28 Todesfälle. Die Lebenserwartung bei Geburt liegt im Durchschnitt bei 74,65 Jahren (Frauen: 77 Jahre, Männer: 72,4 Jahre). Alle genannten Daten sind Schätzungen und beziehen sich auf das Jahr 2022. Das Median-Alter beträgt 22 Jahre (Stand 2021).

### Ethnien
Ungefähr 92,1 % der Bevölkerung sind Marshaller, 5,9 % Marshaller mit gemischten Wurzeln und 2 % sind Sonstige.(Stand 2006)

### Sprachen
Die Amtssprachen der Marshallinseln sind Marshallesisch mit den beiden Dialekten Ralik und Ratak, das (Stand 1999) von 98,2 % der Bevölkerung gesprochen wird, und Englisch.

### Religionen
90 % der Bevölkerung gehören der Unabhängigen Protestantischen Kirche der Marshallinseln an, weitere 8,5 % sind römisch-katholisch.

### Bildung
98,3 % der Bevölkerung können lesen und schreiben (Stand: 2011).

### Gesundheit
Das Land hatte eine der höchsten Raten an Fettleibigkeit in der Bevölkerung. 2016 waren 52,9 % der Bevölkerung adipös.

## Geschichte

### Urgeschichte

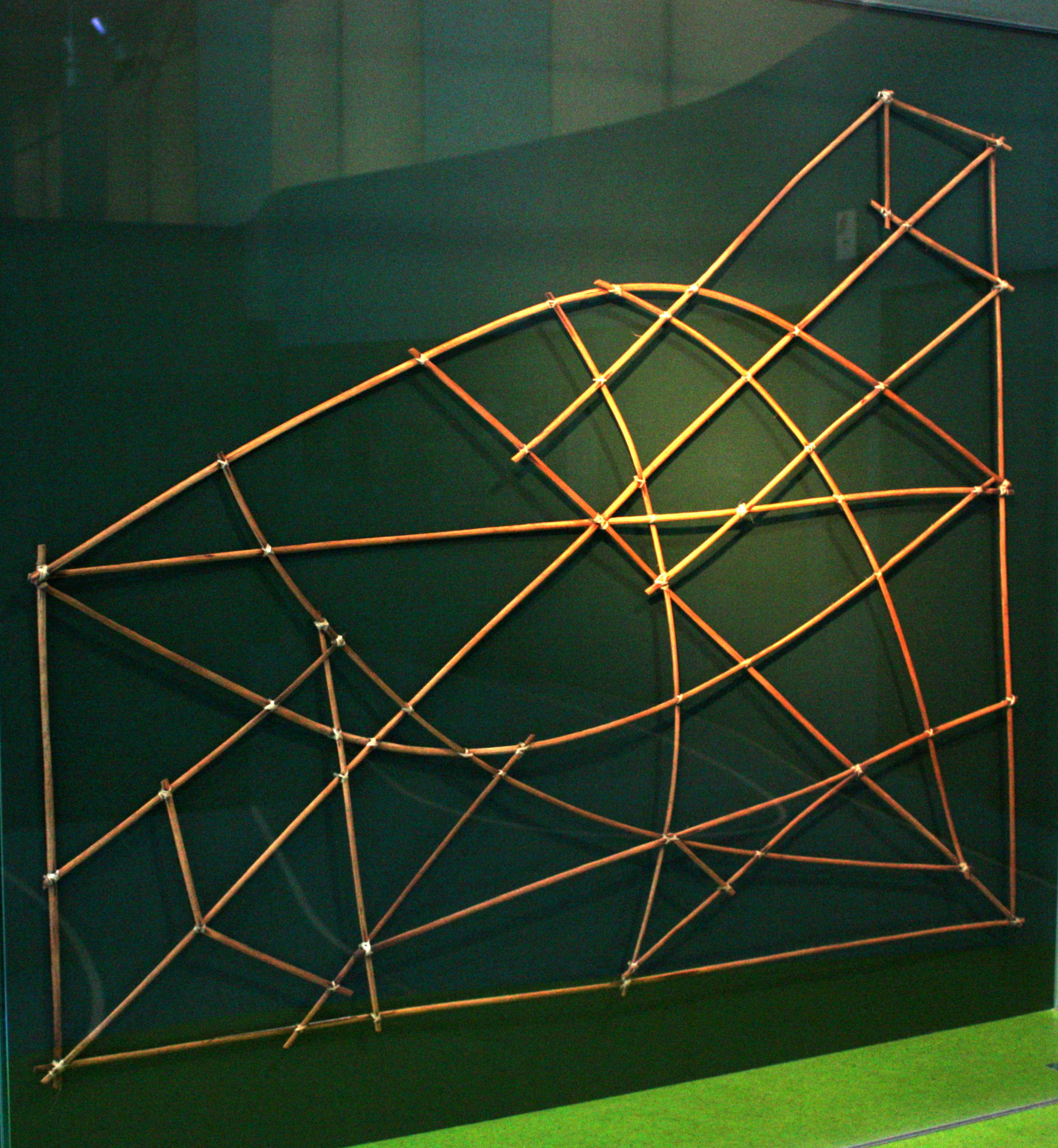
Stabkarte – im Überseemuseum Bremen

Seit etwa 2000 v. Chr. wurde der Südpazifik von mehreren Einwanderungswellen aus Südostasien besiedelt; die Marshallinseln wurden im Lauf des 2. Jahrtausends von Mikronesien aus erreicht. Auf einfachsten Booten, aber mit ausgefeilten Navigationskenntnissen erschlossen diese neue Siedlungsgebiete. Typisch sind die Stabkarten, mit denen die Navigatoren sich zurechtfanden. Sie nannten diese Inseln jolet jen Anij, ‚Geschenke Gottes‘.

### Spanische Kontakte

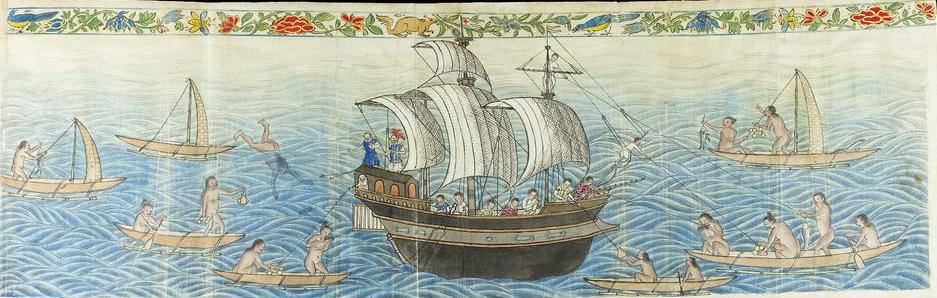
Empfang einer Manila-Galeone durch die Chamorro auf den Islas Ladrones (heute Marianen), ca. 1590; aus dem Boxer Codex

Als erster Europäer fuhr der spanische Entdecker Alonso de Salazar 1526 die Inseln an, 1529 erreichte sie der spanische Seefahrer Álvaro de Saavedra, 1530 der spanische Entdecker Miguel López de Legazpi. Danach folgten viele weitere Besuche, zwecks Handel und Vorratsauffrischung. Da die Inselbewohner keine Immunität gegen europäische Krankheiten hatten, starben viele als Folge der Kontakte mit den Spaniern. Die Spanier machten jedoch keine Ansprüche auf die Inseln geltend, so dass sie für weitere zwei Jahrhunderte von den Europäern unbeachtet blieben.

### Weitere europäische Kontakte

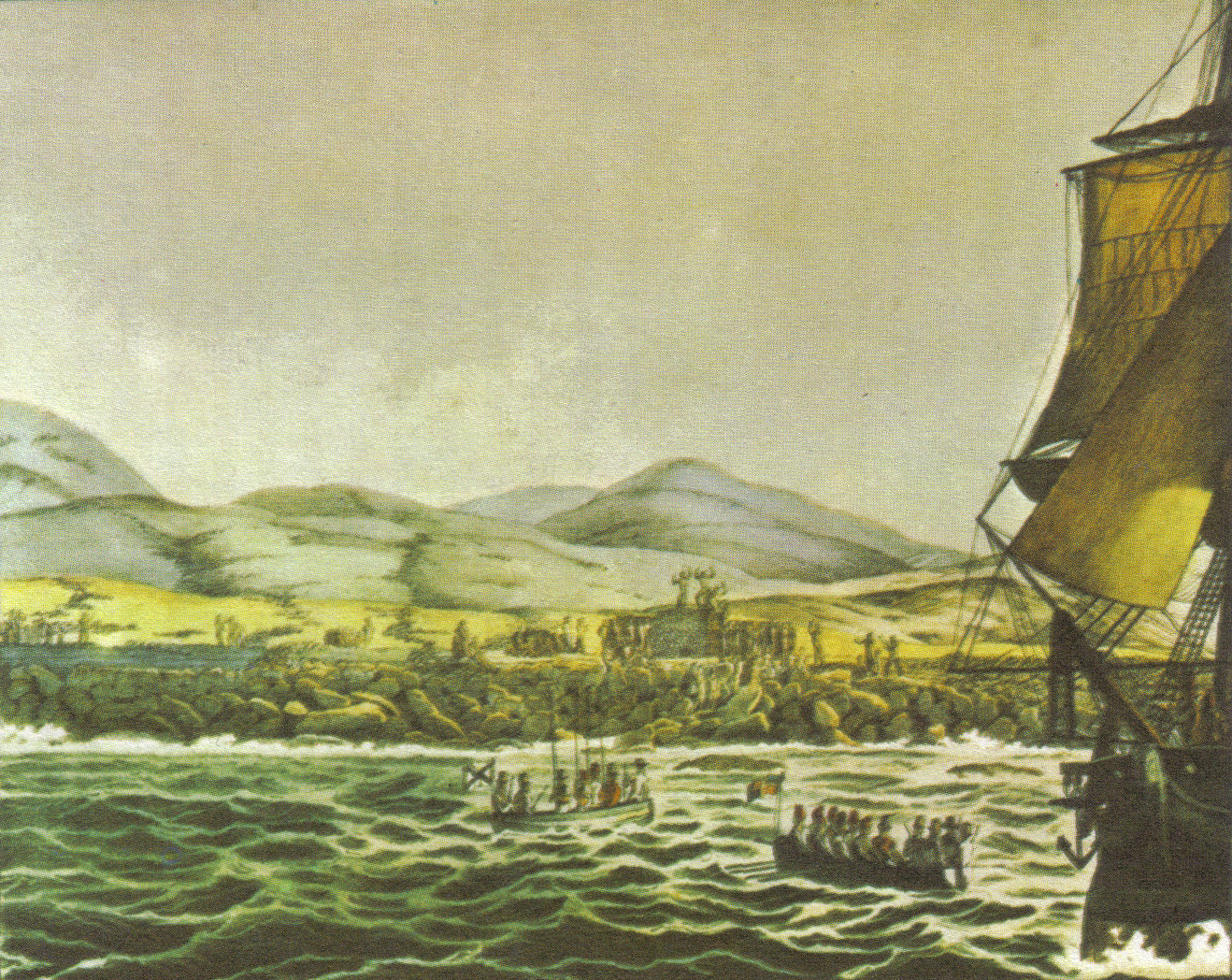
Die Rurik ankert vor der Osterinsel (Zeichnung: Ludwig Choris)

1788 besuchte der englische Kapitän John Marshall die Inseln.
1804 erkundete der deutsch-baltische russische Offizier Adam Johann von Krusenstern den Pazifik und benannte die Inseln nach Marshall; etwa 1820 zeichnete er Karten dieser Region.
1816 und 1817 erkundete der auf Empfehlung Krusensterns mit der Rurik-Expedition ausgesandte deutsch-baltische Otto von Kotzebue als Offizier der russischen Marine unter anderem den Pazifik, besuchte dabei mehrfach die Marshallinseln und kartographierte viele Inseln.
1822–1824 erkundete der französische Entdecker Louis Isidore Duperrey die Region und übernahm Krusensterns Benennung in seinen Karten.
1824 meuterte die Mannschaft des US-amerikanischen Walfangschiffs Globe und die Mannschaft landete auf der von Europäern so genannten Mulgrave Island. Ein Jahr später erreichte der US-amerikanische Schoner Dolphin die Insel und nahm zwei Jungen auf, die letzten Überlebenden eines Massakers durch die Einheimischen.

### Deutsches „Schutzgebiet“

Das deutsche „Schutzgebiet“ Marshallinseln 1897

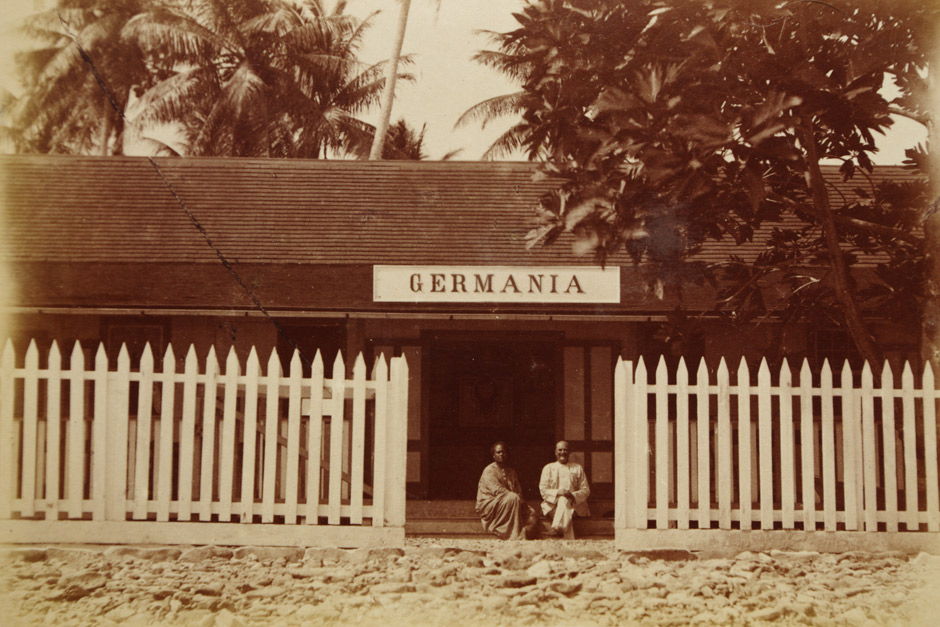
Gasthaus Germania in Jabor auf Jaluit (Foto aus den 1880er Jahren)

In den 1850er Jahren entstanden durch Missionare erste Schulen auf den Inseln.
1859 fand der erste dokumentierte deutsche Besuch der Marshallinseln statt; Adolph Capelle erreichte von Samoa aus Ebon.
1864 erreichte der portugiesische Walfänger Jose deBrum die Marshallinseln und richtete gemeinsam mit Capelle einen Handelsposten ein; beide heirateten einheimische Frauen.
In der Folge erreichten mehrere deutsche Handelsunternehmen die Marshallinseln. Dies waren vor allem Joh. Ces. Godeffroy & Sohn (Hamburg) ab 1873, die bereits in vielen Regionen des Pazifiks tätig waren und nun auf Ebon Kokosplantagen zur Gewinnung von Kopra anlegten. Auch das deutsche Unternehmen Hernsheim & Co richtete Handelsposten auf Jaluit, Maloelap, Mili, und Namorik ein. Später stieg auch das Unternehmen Capelle-deBrum auf Likiep in die sehr profitable Kopra-Produktion ein. Diesen folgten später weitere Unternehmen.
Nachdem am 15. Oktober 1885 als Zeichen der Inbesitznahme die deutsche Flagge auf der Insel Jaluit gehisst worden war, übernahm 1886 der erste Kaiserliche Kommissar Wilhelm Knappe die Hoheitsrechte für das Deutsche Kaiserreich. Von 1893 bis 1898 war Georg Irmer der erste Landeshauptmann der Marshallinseln. 1906 wurden die Inseln offiziell Teil der Kolonie Deutsch-Neuguinea.
Während der separaten Verwaltung standen insgesamt folgende Kommissare und Hauptmänner an der Spitze des „Schutzgebietes“:
| Name               | Titel                  | Amtszeit  |
| ------------------ | ---------------------- | --------- |
| Wilhelm Knappe     | Kaiserlicher Kommissar | 1886–1887 |
| Franz Sonnenschein | Kaiserlicher Kommissar | 1887–1889 |
| Max Biermann       | Kaiserlicher Kommissar | 1889–1891 |
| Wilhelm Schmidt    | Kaiserlicher Kommissar | 1891–1893 |
| Georg Irmer        | Landeshauptmann        | 1893–1898 |
| Eugen Brandeis     | Landeshauptmann        | 1898–1906 |

Von dieser Epoche zeugen nur noch wenige bauliche Überreste. Besonders eindrucksvoll ist das von 1904 bis 1905 von Joachim deBrum erbaute Haus deBrum auf Likiep, das heute das einzige erhaltene hölzerne Gebäude aus der deutschen Kolonialzeit in ganz Mikronesien ist und noch Teile seiner originalen Ausstattung enthält.

### Japanische Kolonie
Die Kaiserlich Japanische Marine besetzte im Ersten Weltkrieg nach der Kriegserklärung Japans an das Deutsche Reich am 23. August 1914 die unverteidigte Inselgruppe im September/Oktober 1914 und begann umgehend, Militärbasen zu errichten und die Bewirtschaftung der Inseln zu übernehmen. Nach dem Krieg wurde Japan im Rahmen des japanischen Südseemandats vom Völkerbund offiziell mit der Verwaltung der Inseln betraut. Dies nahm Japan zum Anlass, die Marshallinseln – wie alle ihre Südsee-Mandatsinseln – fast komplett von der Welt abzuschotten, um ungestört japanische Einwanderer anzusiedeln, die einheimische Bevölkerung weiter zu entrechten und auszubeuten und die Militärpräsenz auszuweiten. In den 1930er-Jahren wurden auch erste Flugplätze für die neue Luftwaffe der kaiserlichen Marine angelegt.
Bei Beginn des Zweiten Weltkrieges waren die Marshallinseln wichtige Stützpunkte Japans, zumal sie dessen östlichste Besitzungen im Pazifik waren. Von dort aus wurden U-Boote und auch Flugboote in Richtung des wichtigsten US-amerikanischen Hauptstützpunktes Hawaii eingesetzt sowie in der Seeluftschlacht bei den Midwayinseln. Nach der dortigen japanischen Niederlage verlegte die kaiserlich japanische Marine 1942 und 1943 immer wieder größere Kriegsschiffverbände in die Lagunen der Marshalls und verstärkte deren Verteidigung durch zahlreiche Soldaten, Bauarbeiter und auch durch die Marineluftwaffe, da nun eine amerikanische Offensive gegen die Inselgruppe zu erwarten war. Besonders stark verteidigt waren die Atolle Mili, Jaluit, Arno, Wotje und Kwajalein. Andere wie Majuro, Eniwetok, Bikini waren kaum bis gar nicht besetzt.
Nach ersten Luftangriffen von Flugzeugträgern aus schon im März 1942 – noch mit geringer Wirkung – begann dann am 31. Januar 1944 die US-Offensive (Schlacht um die Marshallinseln) mit der Landung starker Marinetruppen unter dem Schutz einer großen Flugzeugträger-Flotte auf dem Kwajalein-Atoll, das wegen der strategisch guten Lage im Archipel ausgewählt wurde und schon nach wenigen Tagen unter Vernichtung der gesamten japanischen Besatzungstruppen erobert war.
Die japanische Marine griff nicht ein, auch wurde die regionale Luftwaffe nicht weiter verstärkt, so dass sie rasch der weit überlegenen US-Trägermacht unterlag. Anschließend besetzten die US-Streitkräfte zahlreiche weitere Inseln, worauf vor allem das Atoll Majuro zu einer sehr großen Marinebasis ausgebaut wurde. Andere schwer befestigte Inseln wie beispielsweise Mili und Jaluit wurden nur aus der Luft und durch Schiffsbeschießungen niedergehalten, so dass dort bis zum Kriegsende japanische Truppen verblieben.

### US-Mandat
Nach dem Krieg verlangten die USA von der neu geschaffenen UNO, ihnen die Marshallinseln als Teil des Treuhandgebietes der Vereinten Nationen zu übergeben. Zum einen wollten die US-Militärs dort dauerhafte Stützpunkte behalten und zum anderen abgelegene Inseln für Atombombentests nutzen.
Nach der Zwangsumsiedlung der einheimischen Bevölkerung wurden von 1946 bis 1958 zahlreiche Atom- und Wasserstoffbombentests auf dem Bikini-Atoll und auf Eniwetok durchgeführt, die schwere Schäden an den Inseln selbst und deren Flora und Fauna anrichteten. Vergeblich versuchen die ehemaligen Bewohner bis heute, auf ihre Heimatinseln zurückzukehren. Auf der Insel Runit wurde in den 1970ern das Atommülllager Runit Dome errichtet. Es handelt sich dabei um einen mit Atommüll gefüllten Explosionskrater, der mit einer Betonkuppel verschlossen wurde. Immer wieder auftauchende Risse in der Kuppel schüren seit einigen Jahren die Sorge, dass radioaktives Material in den Ozean dringen könnte.
Unter der Verwaltung der USA wurde das aktive und passive Frauenwahlrecht am 1. Mai 1979 garantiert und bei der Erlangung der Unabhängigkeit 1986 bestätigt.

### Unabhängigkeit
Am 1. Mai 1979 trat die Verfassung der Republik Marshallinseln in Kraft.
Der Vertrag über freie Assoziation mit den USA wurde am 7. September 1983 in einem Referendum gebilligt, 1985 vom US-Kongress und am 14. Januar 1986 vom US-Präsidenten unterzeichnet. Das Assoziierungsabkommen mit den USA trat am 21. Oktober 1986 in Kraft und wird nach eigenem Verständnis als Unabhängigkeitsdatum verstanden.
Am 22. Dezember 1990 erklärte der UN-Sicherheitsrat auf Empfehlung des UN-Treuhandrats die Treuhandschaft für beendet, womit der Schutzauftrag durch die UNO an die USA offiziell endete. Damit erreichte die Republik der Marshallinseln die völkerrechtliche Unabhängigkeit und wurde am 17. September 1991 als Mitglied in die Vereinten Nationen aufgenommen.
Die Bevölkerung der Marshallinseln übernahm vieles aus der amerikanischen Lebensweise. Der Gesundheitszustand der Bevölkerung soll sich verschlechtert haben, insbesondere nahmen Zivilisationserkrankungen aufgrund von Übergewicht stark zu. Hohe Arbeitslosigkeit ist ebenfalls ein Problem. Die Bevölkerung der Marshall-Inseln ist zudem von Lebensmittelimporten abhängig. Eine Rückkehr zu ihrer ursprünglichen Lebensweise ist schwierig, da der Boden vielerorts noch radioaktiv belastet und der Verzehr von lokalen landwirtschaftlichen Produkten sowie Tieren somit risikobehaftet ist. Hauptarbeitgeber auf den Inseln sind heute eine künstlich vergrößerte Verwaltung (vor allem auf dem stark überbevölkerten Atoll Majuro) und der immer noch bestehende US-Stützpunkt auf Kwajalein. Zahlreiche Bürger sind jedoch inzwischen als Seeleute bei ausländischen Reedereien beschäftigt und tragen mit ihrem Einkommen zum Lebensunterhalt der Bevölkerung bei. Aus finanzieller Not heraus werden Fischfangrechte an asiatische Staaten verkauft, vor allem an China, sodass mittlerweile auch die ehemals sehr reichen Fischbestände eingebrochen sind.
Die größte Bedrohung für die Republik ist jedoch der steigende Meeresspiegel. Da die meisten Atolle nur wenige Meter über dem Meeresspiegel liegen und Felseninseln ganz fehlen, besteht die reale Gefahr, dass zukünftig zahlreiche Atolle unbewohnbar oder gar verschwunden sein werden.
Die Geschichte der Marshallinseln, beginnend mit der deutschen Kolonie, kann auf Briefmarken des Postgebiets, zu dem unter anderem die Marken und Stempel von Nauru gehören, verfolgt werden. Insbesondere die modernen Ausgaben der Marshallinseln bilden Szenen aus der Geschichte des Inselstaates ab.

## Politik
Die heutige Republik Marshallinseln besteht seit 1990, die Verfassung stammt aus dem Jahr 1979 (letzte Änderungen 1990).

### Legislative
Es besteht ein Parlament („Nitijeḷā“) mit 33 Abgeordneten, die alle vier Jahre gewählt werden. Die Gesetzgebung ist vollständig dem Parlament vorbehalten, denn Staaten und Provinzen bestehen nicht. Das Parlament wählt und kontrolliert den Präsidenten. Wird dem Kabinett zweimal hintereinander das Misstrauen ausgesprochen, kann der Präsident das Parlament auflösen und Neuwahlen ausrufen.
Daneben gibt es einen „Rat der Stammesführer“ („Council of Iroij“) mit zwölf Mitgliedern. Er berät den Präsidenten und das Kabinett und prüft Gesetzesvorlagen auf ihre Verträglichkeit mit traditionellem Gewohnheitsrecht, insbesondere das der Landnutzung.
Diese beiden Institutionen werden auch als „Unterhaus“ und „Oberhaus“ eines Zweikammer-Parlaments bezeichnet.

### Judikative und Rechtssystem
Das Justizsystem der Marshallinseln hat folgende Stufen:
- Das Höchste Gericht (Supreme Court) ist das höchste Berufungsgericht und fällt endgültige Entscheidungen in allen ihm vorgelegten Sachen. Es besteht aus einem vorsitzenden und zwei beisitzenden Richtern.
- Das Hohe Gericht (High Court) hat eigene Zuständigkeiten und ist Berufungsgericht für alle untergeordneten Gerichte. Es besteht aus einem vorsitzenden und einem beisitzenden Richter.
- Das Traditionsrechte-Gericht ist ein Spezialgericht, das mit drei oder mehr Richtern besetzt ist, die eine faire Vertretung aller (Landrechts-)Klassen der Gesellschaft gewährleisten sollen: Iroijlaplap (Hoher Hauptling/high chief); wo möglich Iroijedrik (Unterhäuptling / lower chief); Alap (Aufseher der Bürger/Arbeiter; head of commoner/worker clan) und Dri Jerbal (Bürger/Arbeiter; commoner/worker). Es prüft Gerichtsfälle auf Verträglichkeit mit dem traditionell überliefertem Gewohnheitsrecht und gibt dem Hohen Gericht Empfehlungen.
- Das Distrikt-Gericht (District Court) ist zuständig für einfachere Streitfälle (Privatsachen bis zu einem Gegenstandswert von 10.000 Dollar, Strafsachen bei Fällen mit erwartbaren Strafen bis 5000 Dollar) und ist Berufungsgericht für die lokalen Gerichte. Es besteht aus einem Vorsitzenden und zwei beisitzenden Richtern; dies sind Laienrichter, die eine Zusatzausbildung erhalten haben.
- Kommunalgerichte (Community Court) sind für die einfachen Angelegenheiten ihrer Kommunen zuständig, von denen es 24 gibt. Sie bestehen aus einem vorsitzenden und einer variablen Zahl an beisitzenden Richtern.

Das Rechtssystem basiert auf einer Mischung aus Recht aus der US-Mandatszeit, vom Parlament verabschiedeten Gesetzen, kommunalem, allgemeinen und Gewohnheitsrecht. Wahlrecht haben alle Bürger ab 18 Jahren.

### Exekutive
Die Regierung besteht aus dem Präsidenten, der Staats- und Regierungschef ist, und seinem Kabinett mit 10 Ministern, denen diverse Ministerien unterstehen.
Von Januar 2016 bis Januar 2020 war Hilda Heine Präsidentin, von Januar 2020 bis Januar 2024 David Kabua. Seither ist es erneut Hilda Heine.

### Verwaltungsgliederung
Zwei Drittel der Bevölkerung leben auf den Inseln des Majuro-Atolls und auf Ebeye im Kwajalein-Atoll. Die anderen Inseln sind wegen fehlender Arbeits- und Entwicklungsmöglichkeiten nur dünn besiedelt oder unbewohnt.
Es gibt 24 bewohnte Inseln und Atolle mit je einer eigenen Verwaltung.
Hauptstadt ist die Gemeinde (Local Government Council, früher municipality) Majuro, die das gleichnamige Atoll umfasst.

### Politikfelder

#### Staatshaushalt
Der Staatshaushalt belief sich 2019 auf rund 150 Mio. US-Dollar, was etwa 62 % des BIP ausmachte. Darin enthalten waren mehr als 70 Mio. US-Dollar an Budgethilfen.
Anteil der Staatsausgaben 2019 in ausgewählten Bereichen (in % des BIP, Schätzungen):
- Gesundheit: 16,3 %[32]
- Bildung: 9,6 %[32]
- Militär: 0,0 % (die Marshallinseln haben kein Militär, ihre Verteidigung ist Aufgabe der USA).[47]

#### Steuerpolitik
Die Einkommensteuer beträgt je nach Höhe des Einkommens 8 % oder 14 %, die Körperschaftsteuer beläuft sich auf 11,5 %, die Umsatzsteuer auf 6 %. Eine Grundsteuer wird nicht erhoben.
Am 28. Januar 2016 legte die EU-Kommission ein Maßnahmenpaket zur Bekämpfung von Steuerflucht vor, bei dem unter anderem die Marshallinseln auf der schwarzen Liste der Steueroasen auftauchen.

#### Außenpolitik
Eine Säule der Wirtschaft des Landes ist die Unterstützung aus den Vereinigten Staaten von Amerika. Im Rahmen eines 1983 geschlossenen freien Assoziierungsvertrags stellten die USA – durch das Abkommen auch mit der Verteidigung der Marshallinseln betraut – bis 2013 jährlich 57,7 Millionen US-Dollar, von 2014 bis 2023 jährlich 62,7 Millionen US-Dollar Unterstützungsleistungen bereit. Nachfolgend wird aus einem gemeinsam von den USA und dem Inselstaat gebildeten Treuhandfonds unbefristet eine jährliche Zahlung fließen.
Die Ronald Reagan Ballistic Missile Defense Test Site, besser bekannt als Kwajalein Missile Range oder Reagan Test Site, ist eine Raketen-Teststation mit Raketenstartanlagen unter anderem auf dem zu den Marshallinseln gehörenden Kwajalein-Atoll. Die Vereinigten Staaten entrichten hierfür Zahlungen an die Marshallinseln. Außerdem sind zahlreiche einheimische Arbeitskräfte auf der Basis beschäftigt.

#### Umweltpolitik

##### Atomwaffentests
2014 reichten die Marshallinseln gegen die Atommächte USA, Russland, Großbritannien, Frankreich, China, Indien, Pakistan, Israel und Nordkorea vor dem Internationalen Gerichtshof Klage ein; Großbritannien, Indien und Pakistan akzeptierten dessen Zuständigkeit. 2015 wurde das Volk des Inselstaates für sein Engagement in der Anti-Atombewegung mit dem Ehrenpreis des Right Livelihood Award bedacht.
Der Journalist Giff Johnson setzte sich in seinen Büchern mit den Folgen der Tests auseinander. In Don't ever whisper: Darlene Keju, Pacific health pioneer, champion for nuclear survivors (2013) setzt er seiner Frau, der Gesundheitsaktivistin Darlene Keju ein literarisches Denkmal. Sie hatte die gesundheitlichen Folgen der Experimente weltweit publik gemacht und vor allem auf die zahlreichen Totgeburten und Missbildungen bei Neugeborenen hingewiesen.

##### Schutzgebiete

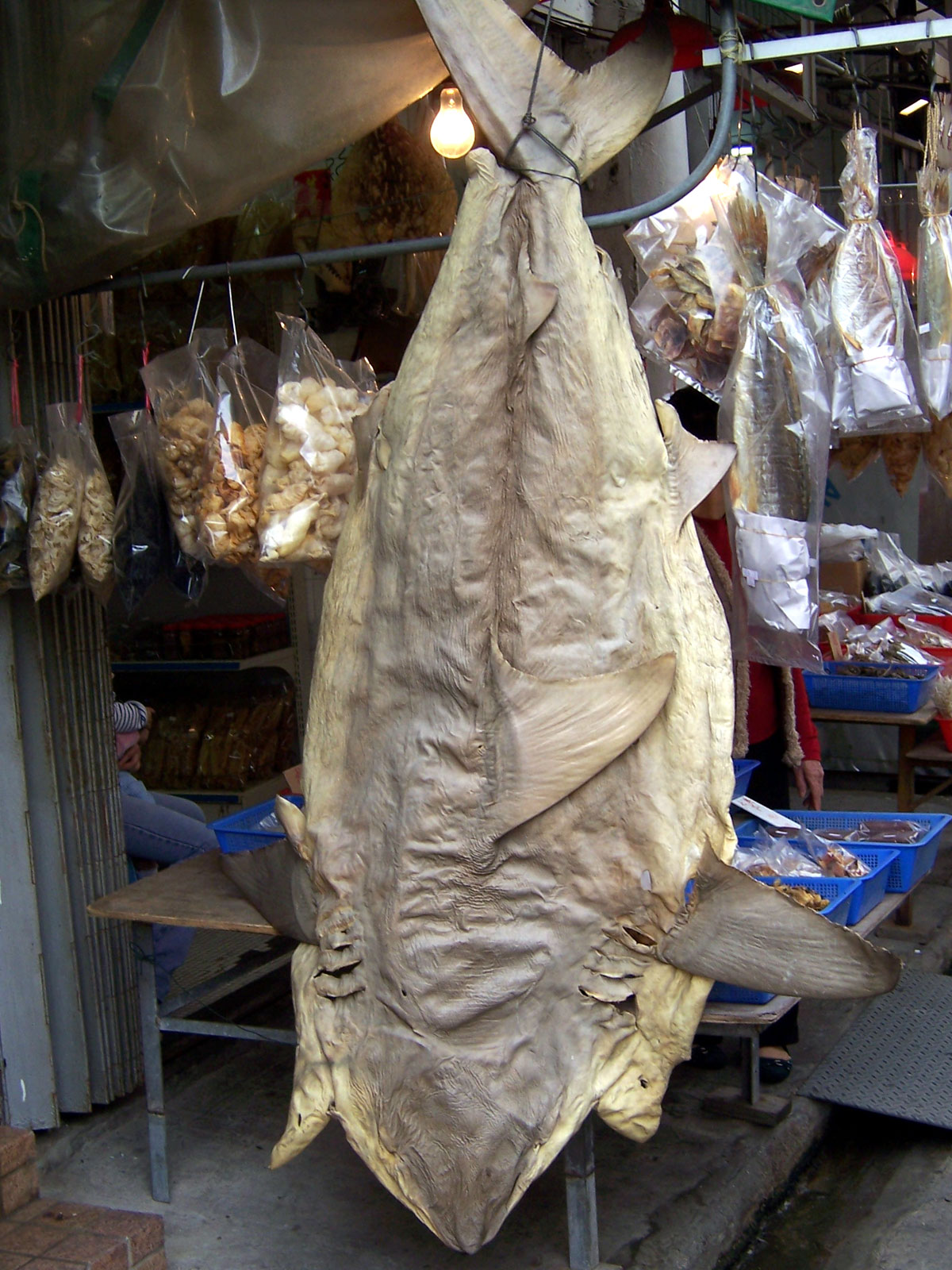
Getrocknete Haihaut zum Verkauf auf einem Markt

Im Oktober 2011 erklärte die Regierung ihre Hoheitsgewässer zu einem Hai-Schutzgebiet. Es ist das weltgrößte Hai-Schutzgebiet, durch dessen Einrichtung sich die Gesamtfläche aller Hai-Schutzgebiete weltweit von ca. 2,7 Millionen Quadratkilometer auf 4,6 Millionen Quadratkilometer vergrößerte. In solchen Schutzgebieten ist der Fang von Haien verboten und Beifang muss wieder ausgesetzt werden. Beobachter äußerten jedoch Zweifel, dass die Regierung der Marshallinseln dieses Verbot auch durchsetzen könne.

##### Klimaschutz
Das Land ist Mitglied im Climate Vulnerable Forum.
Anfang 2013 appellierten die Marshallinseln an den Sicherheitsrat der Vereinten Nationen, den Klimawandel als Gefahr für die internationale Sicherheit anzuerkennen. Im Mai 2013 veröffentlichte der Außenminister der Marshallinseln, Phillip Muller, einen Appell in der Washington Post, in dem er die aktuelle Notlage beschrieb. 2012 habe eine anhaltende und jahreszeitunabhängige Dürreperiode begonnen, die Folge seien Wasserknappheit und Infektionserkrankungen. Seit Januar 2013 müsse Trinkwasser importiert werden, was auf Dauer jedoch die finanziellen Ressourcen übersteige. Bereits jetzt mache sich der Meeresspiegelanstieg bemerkbar. Daher würden die Marshallinseln ihren Umstieg auf erneuerbare Energien, wie zum Beispiel Solarenergie, beschleunigen sowie vielversprechende Techniken zur Gewinnung von Meeresenergie erproben. Da der Hauptanteil der weltweiten CO2-Emissionen jedoch von anderen Ländern ausgehe, appellierte er an diese, mehr zum Klimaschutz beizutragen als bisher.
Zum Start des UN-Klimagipfels COP26 in Glasgow warnte die Klima-Botschafterin der Marshallinseln Tina Stege vor dem drohenden Untergang der Inseln binnen 50 Jahren aufgrund des ansteigenden Meeresspiegels und bat um internationale Unterstützung.

## Wirtschaft

### Allgemeine Situation

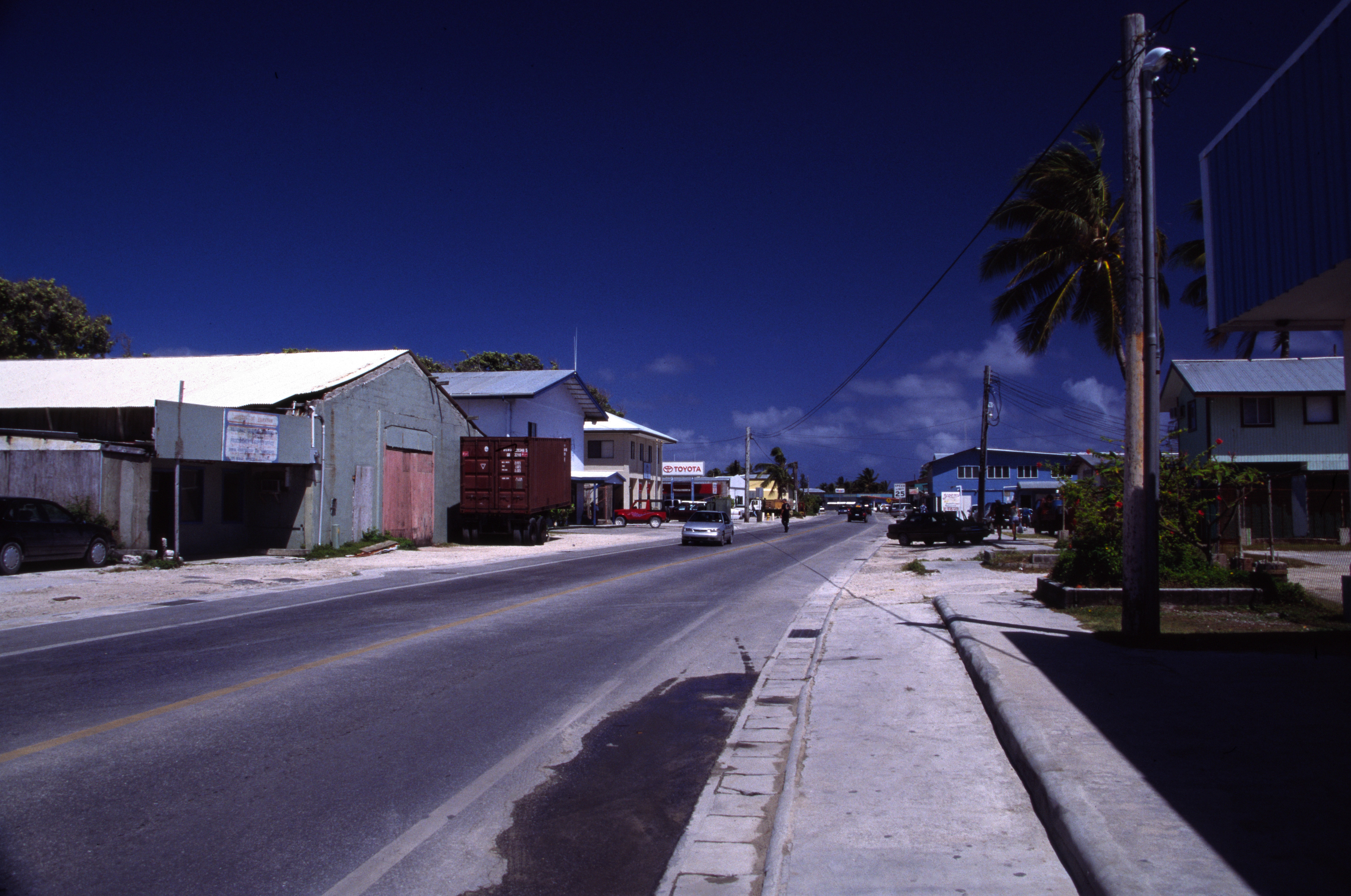
Hauptstraße in der Hauptstadt Majuro

Im 21. Jahrhundert wuchs das Bruttoinlandsprodukt um durchschnittlich 1 % jährlich. Für dieses eher geringe Wachstum sind im Wesentlichen ein Personalabbau in der öffentlichen Verwaltung, Dürreperioden, ein Umsatzeinbruch im Baugewerbe und ein Rückgang des Tourismus verantwortlich. Auch die Auslandsinvestitionen waren infolge der Finanzkrise in Asien rückläufig. Schließlich nahmen auch die Einnahmen aus der Erneuerung von Fischereilizenzen ab. In der Ausgabe 2007 des von der Weltbank edierten „Doing Business“ werden die Marshallinseln hinsichtlich der dort vorherrschenden rechtlichen Rahmenbedingungen und der geringen Kosten bei der Einstellung und Entlassung von Arbeitnehmern als „Best Performer“ unter den dargestellten Wirtschaftsgebieten bezeichnet. In Bezug auf Investitionssicherheit und Durchsetzungsmöglichkeiten von Vertragsrechten erhielten die Marshallinseln in der gleichen Studie eine äußerst schlechte Bewertung. In der Länderrangordnung des Reports aus dem Jahre 2010 (Datenbasis 2008) liegen die Marshallinseln im gewichteten Mittel aller herangezogenen Kriterien auf Platz 98 von 183 gelisteten Staaten.
Im Jahre 2007 traten die Marshallinseln der Internationalen Arbeitsorganisation bei. Damit gelten auch hier arbeitsrechtliche Bedingungen, die einen internationalen Mindeststandard erfüllen.
| Wirtschaftsdaten Marshallinseln | Wirtschaftsdaten Marshallinseln | Wirtschaftsdaten Marshallinseln            | Wirtschaftsdaten Marshallinseln     | Wirtschaftsdaten Marshallinseln | Wirtschaftsdaten Marshallinseln | Wirtschaftsdaten Marshallinseln |
| Parameter                       | Primärer Sektor (Urproduktion)  | Sekundärer Sektor (Verarbeitendes Gewerbe) | Tertiärer Sektor (Dienstleistungen) | Gesamt                          | Bezugsjahr                      | Quellen                         |
| ------------------------------- | ------------------------------- | ------------------------------------------ | ----------------------------------- | ------------------------------- | ------------------------------- | ------------------------------- |
| Anteil am BIP                   | 21,76 %                         | 12,80 %                                    | 67,17 %                             | 244.462.000 (USD)               | 2020                            | [ 62 ] [ 63 ]                   |
| Anteil an Erwerbstätigen        | 05,10 %                         | 15,80 %                                    | 79,10 %                             | 16.162                          | 2019/20                         | [ 64 ] [ 65 ]                   |

### Landeswährung

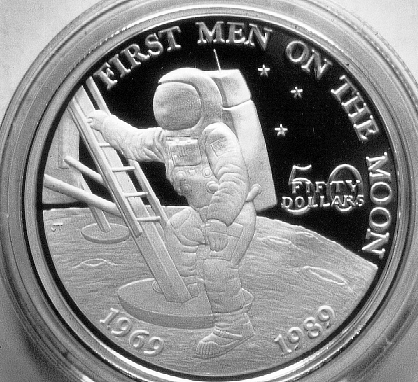
PP-Gedenkmünze von den Marshallinseln auf die erste bemannte Mondlandung, Apollo 11 im Jahr 1969

Die Marshallinseln haben formal die US-Dollar-Währung. Im Umlauf sind jedoch nur Banknoten, keine eigenen Kursmünzen. Münzen mit der Marshall-Dollar-Währung existieren ausschließlich für den Sammlermarkt in Form von Gedenkmünzen.

### Primärer Sektor

#### Landwirtschaft

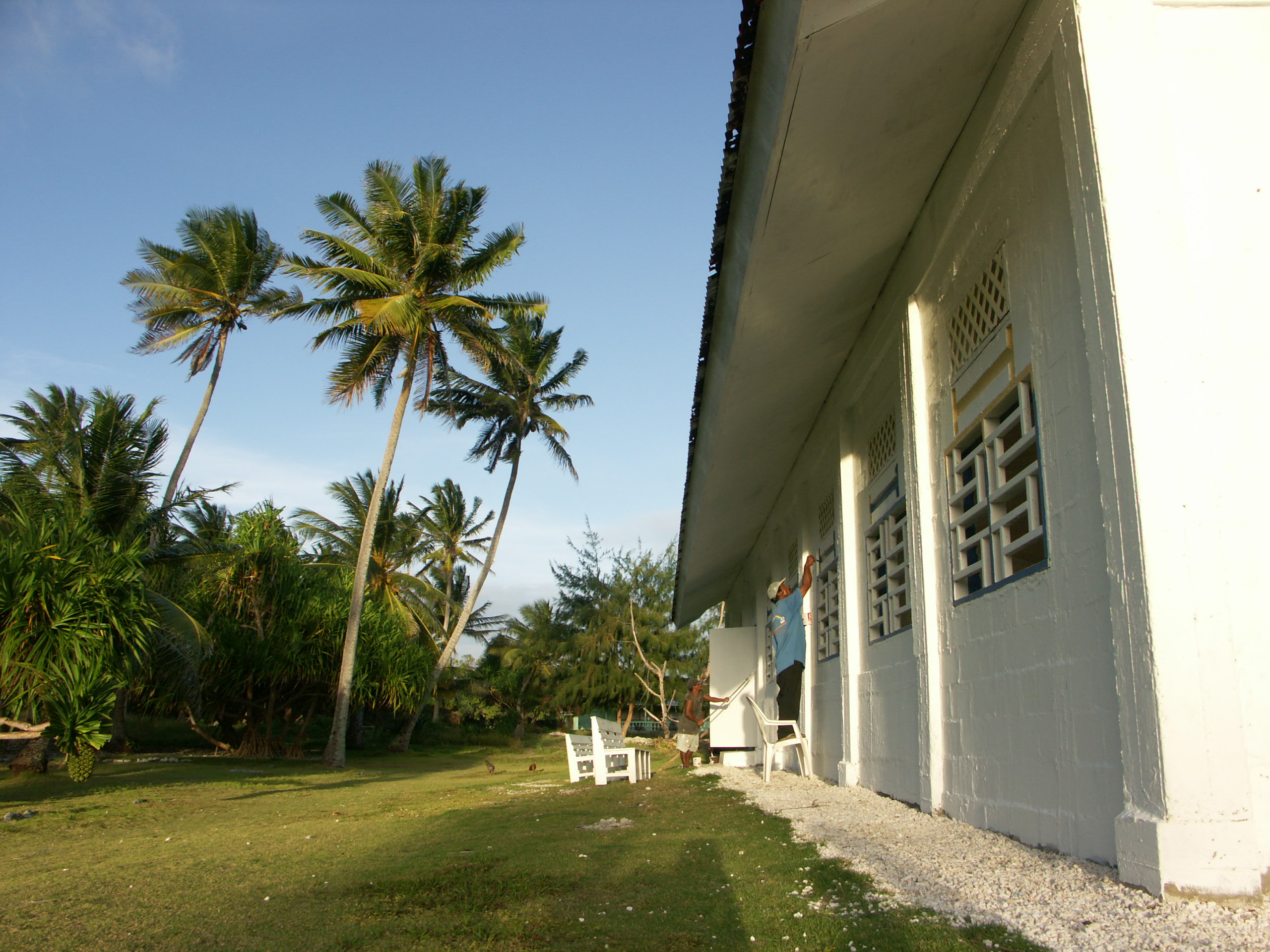
Kokospalmen auf den Marshallinseln

Die landwirtschaftliche Produktion konzentriert sich auf kleine Betriebe. Die wichtigsten Agrarprodukte sind Kopra, gefolgt von Kokosnüssen, Brotfrüchten, Pandanus, Bananen, Taro und Pfeilwurzel. Daneben werden auch Tomaten, Melonen u. a. angebaut.
Die Viehhaltung besteht v. a. aus Schweinen und Hühnern.

#### Fischerei
Die Fischerei ist seit Jahrtausenden eine wesentliche Nahrungsquelle der Bevölkerung. Sie fing in 2016 nach offiziellen Zahlen 64.795 Tonnen Fisch, dazu kommen 5 Tonnen aus der gering entwickelten Aquakultur, in der Summe sind das 64.800 Tonnen; damit stehen die Marshallinseln weltweit auf Platz 95. Im Jahr 1998 trug die Fischerei zu 7,40 % zum BIP bei.
Diese offiziellen Daten sind jedoch in der Wissenschaft umstritten. Neben der industriell betriebenen, exportorientierten Fischerei gibt es die Kleinfischerei, wobei beide aus verschiedenen Gründen nur unzureichend statistisch erfasst werden, insbesondere die Kleinfischerei, die deshalb teilweise dem informellen Sektor zuzurechnen ist. Vor dem Hintergrund des Klimawandels hat sie im Sinne der Ernährungssicherheit in den letzten Jahren mehr Aufmerksamkeit auf sich gezogen. Eine 2020 veröffentlichte Untersuchung prüfte die Zahlen von 1950 bis 2017 und kommt auf folgende Zahlen:
- Gesamte Fangzahlen: waren realistisch kalkuliert um 27 % höher als die von den Marshallinseln an die FAO gemeldeten Zahlen
- Industrielle Fischerei: ca. 84 % des gesamten Fangs, richtet sich v. a. auf verschiedene Thunfisch-Arten, aber im Beifang sind auch z. B. Haie und Schwertfische
- Kleinfischerei: ca. 26 % des gesamten Fangs; um 1950 1100 Tonnen/Jahr, seitdem wachsend und ab 1990 relativ stabil auf 4500 Tonnen/Jahr

Zahlen zur Industriellen Fischerei:
- Ringwadenfischerei: 75 % des Fangs, für statistische Korrektur Erhöhung der absoluten Zahl um 5 % notwendig
- Langleinenfischerei: 25 % des Fangs, für statistische Korrektur Erhöhung der absoluten Zahl um 30 % notwendig

Zahlen zur Kleinfischerei:
- Kleinhandelsfischerei: 26 % (davon 45 % bisher statistisch nicht erfasst); seit 2009 leicht zunehmend um +3 %/ Jahr
- Selbstversorgungsfischerei: 74 % der Kleinfischerei (davon 92 % bisher statistisch nicht erfasst); seit 2009 leicht abnehmend um −2 %/ Jahr
- Freizeitfischerei: verschwindend geringer Anteil; 1988 auf 4,9 Tonnen, 1998 auf 6 Tonnen.

Ein Beispiel für Selbstversorgungsfischerei: Gefischt wird nicht nur nach Fischen. Zum Beispiel werden mit der traditionellen Methode „kajiabo“ die „jaibo“ (Pfeilwürmer) gefangen, Hemichordates, die in mancher Hinsicht mehr mit Fischen als mit Würmern gemein haben. Sie leben im Schlamm und Sand vieler Lagunen. Sie werden gefangen mittels einer „nok“ (einer Mittelrippe eines Kokosblatts), die geschickt in das Loch eingeführt wird, um das Tier aufzuspießen. Die „jaibo“ roh zu essen gilt als Delikatesse.

### Sekundärer Sektor
Industriebetriebe sind auf den Marshallinseln nicht vertreten. Verschiedene Handwerksbetriebe, Fischverarbeitungsbetriebe und die Kopragewinnung sind aber in dem Inselstaat weit verbreitet. Im Jahre 1999 entstand zwar ein Unternehmen zum Filetieren von Thunfisch, in dem mehr als 400 Mitarbeiter, meist Frauen, beschäftigt wurden. Die Anlage wurde allerdings bereits im Jahre 2005 wieder geschlossen, nachdem vergeblich versucht worden war, die Produktion auf Thunfisch-Steaks umzustellen – ein Produktionsvorgang, bei dem kaum die Hälfte des beschäftigten Personals noch benötigt wurde. Dadurch überschritten die Kosten bei weitem die Erlöse. Auch die Bemühungen der Eigner des Unternehmens um eine staatliche Beteiligung scheiterten.

### Tertiärer Sektor

#### Öffentliche Verwaltung
Die öffentliche Verwaltung ist mit 30,6 % der größte Arbeitgeber auf den Marshallinseln.

#### Handel
Exporte beliefen sich 2018 auf 130 Mio. US-Dollar. 2019 waren die Hauptabnehmer Polen mit 28 %, Dänemark mit 19 %, Südkorea mit 13 %, Indonesien mit 10 %, und Zypern mit 6 %. Hauptausfuhrprodukte waren 2019 Schiffe, Fisch, Freizeitboote, Funkgeräte und Steinkohlenteer.
Importe beliefen sich im Jahr 2018 auf 170 Mio. US-Dollar (2016: 103,8 Mio. USD). Hauptlieferanten waren Südkorea mit 39 %, China mit 27 % und Japan mit 15 % (2019). Haupteinfuhrprodukte waren Schiffe, raffiniertes Petroleum, Zentrifugen, Freizeitboote und Schiffspropeller (2019).

#### Verkehr
Infrastruktur:
- Straßennetz: 2028 km (2007)
- Schienennetz: 0 km
- Häfen: 3 größere Seehäfen
- Flughäfen: 15

Verkehrswirtschaft:
- ÖPNV: Eine Buslinie in der Hauptstadt Majuro
- Taxis: Sammeltaxi-System mit mehreren Taxiunternehmen
- Autoverleih: 14 private Verleihunternehmen
- Seewirtschaft: 3817 registrierte Schiffe (2021), Details s. u.
- Flugverkehr: Eine staatliche Fluggesellschaft Air Marshall Islands, mit zwei[76] Flugzeugen, 2018 Passagierzahl 24.313 und Frachtmenge 130.000 mt-km

##### Seewirtschaft
Das kleine Land unterhält formal die drittgrößte Handelsmarine der Welt. Schiffe mit einer Gesamtzahl von 90,3 Millionen Bruttoregistertonnen waren 2019 auf den Marshallinseln registriert. Die Marshallinseln sind eines der beliebtesten Länder für die Ausflaggung europäischer Reeder in ein sogenanntes Offshore-Register. Neben erheblichen steuerlichen Vorteilen und lockeren arbeitsrechtlichen Regelungen profitieren die Betreiber von Kreuzfahrtschiffen auch von freien Regelungen für das Glücksspiel in den Schiffscasinos.
Linienschiffe laufen regelmäßig die Marshallinseln an, seltener Kreuzfahrtschiffe. Staatliche Wassertaxis verbinden die Inseln. Staatliche und private Unternehmen bieten Charterreisen an. Kleine Frachtschiffe verkehren zwischen den Atollen.

#### Tourismus
Im Tourismus, eine der wenigen Deviseneinnahmequellen, waren 2015 etwas mehr als 600 Menschen beschäftigt, etwa 5,5 % der Erwerbstätigen des Landes. In Majuro gibt es zwei Hotels (150 und 40 Zimmer), dazu Ferienwohnungen und zwei Backpacker-Hostels. Das größere Hotel ist staatlich betrieben, hat eine Auslastung von nur 50 % und ist seit 2006 im Defizit. In den anderen Atollen stehen insgesamt ca. 100 Zimmer zur Verfügung, v. a. in Hotels und Ferienwohnungen; die Gesamtauslastung im Land lag 2006/2007 bei sehr niedrigen 23 %. Dazu gibt es diverse Anbieter für touristische Aktivitäten wie Angeln, Tauchen, Surfen und historische Führungen. Nach offiziellen Angaben lagen die Besucherzahlen seit einer Spitze von ca. 7500 Gästen im Jahr 2005 bei ca. 4000–6000. 2019 gab es eine Steigerung auf 10.771 Gäste (gemessen in Ankünften im Luftverkehr), was einigen internationalen Konferenzen zugeschrieben wird. Der größte Teil der Gäste kam aus den USA und Kanada sowie aus dem Pazifik. Die Regierung unterstützt den Tourismus u. a. mit eigenen Angeboten sowie Ausbildungs- und Studiengängen in Bildungseinrichtungen. Probleme des Tourismus sind unzuverlässige Luftverkehrsverbindungen, Wasserknappheit und defekte Abwasserleitungen bzw. mangelnde Abwasserklärung.
Nach einer anderen Quelle wurden 2019 lediglich 6100 Touristen verzeichnet. In absoluten Zahlen liegen die Marshallinseln damit auf dem weltweiten 200. Platz. In relativen Zahlen sind es 0,10 Touristen pro Einwohner, dort sind die Marshallinseln im weltweiten Ranking auf Platz 121 (zum Vergleich: innerhalb Mikronesiens liegt es auf Platz 5). Damit erwirtschafteten die Marshallinseln 20,10 Mio. US-Dollar und 8,2 % ihres BIP.

#### Bildungswesen
Das Bildungswesen ist nach dem Vorbild des US-amerikanischen Systems gestaltet. Es wird zum größten Teil vom US-Innenministerium und dem US-Bildungsministerium finanziert.
Das Bildungswesen untersteht dem Ministerium für Bildung der Marshallinseln:
- Im öffentlichen Bildungswesen gibt es 75 Grundschulen, eine „middle school“ und zwei Sekundarschulen mit über 10.000 Schülern.

- Im privat geführten Bereich, v. a. von protestantischen Kirchen getragen, sind es 26 Grundschulen und 10 Sekundarschulen mit etwa 5000 Schülern.

Es besteht eine Schulpflicht vom Alter von 6 bis 14 Jahren bzw. bis zur achten Klasse. Der Unterricht wird auf Marshallesisch und Englisch erteilt. Ein Teil der öffentlichen Schulen hat Reparaturbedarf und keinen elektrischen Strom.
- Das College of the Marshall Islands, das zwei weitere Schuljahre anbietet, hat seinen Sitz in Majuro und unterrichtet 431 Schüler.

- Die Republik Marshallinseln betreibt zusammen mit elf weiteren Inselstaaten die University of the South Pacific. In Majuro befindet sich das Alele Museum & Public Library, ein Museum und die einzige öffentliche Bibliothek des Landes.

## Sport
Special Olympics Marshallinseln wurde 2018 gegründet und nahm mehrmals an Special Olympics Weltspielen teil. Der Verband hat an den Special Olympics World Summer Games 2023 in Berlin teilgenommen. Die Delegation wurde vor den Spielen im Rahmen des Host Town Programs vom Bezirk Marzahn-Hellersdorf betreut. Die Marshall Islands Soccer Federation ist der Fußballverband der Marshallinseln.